# Hibiscus moscheutos

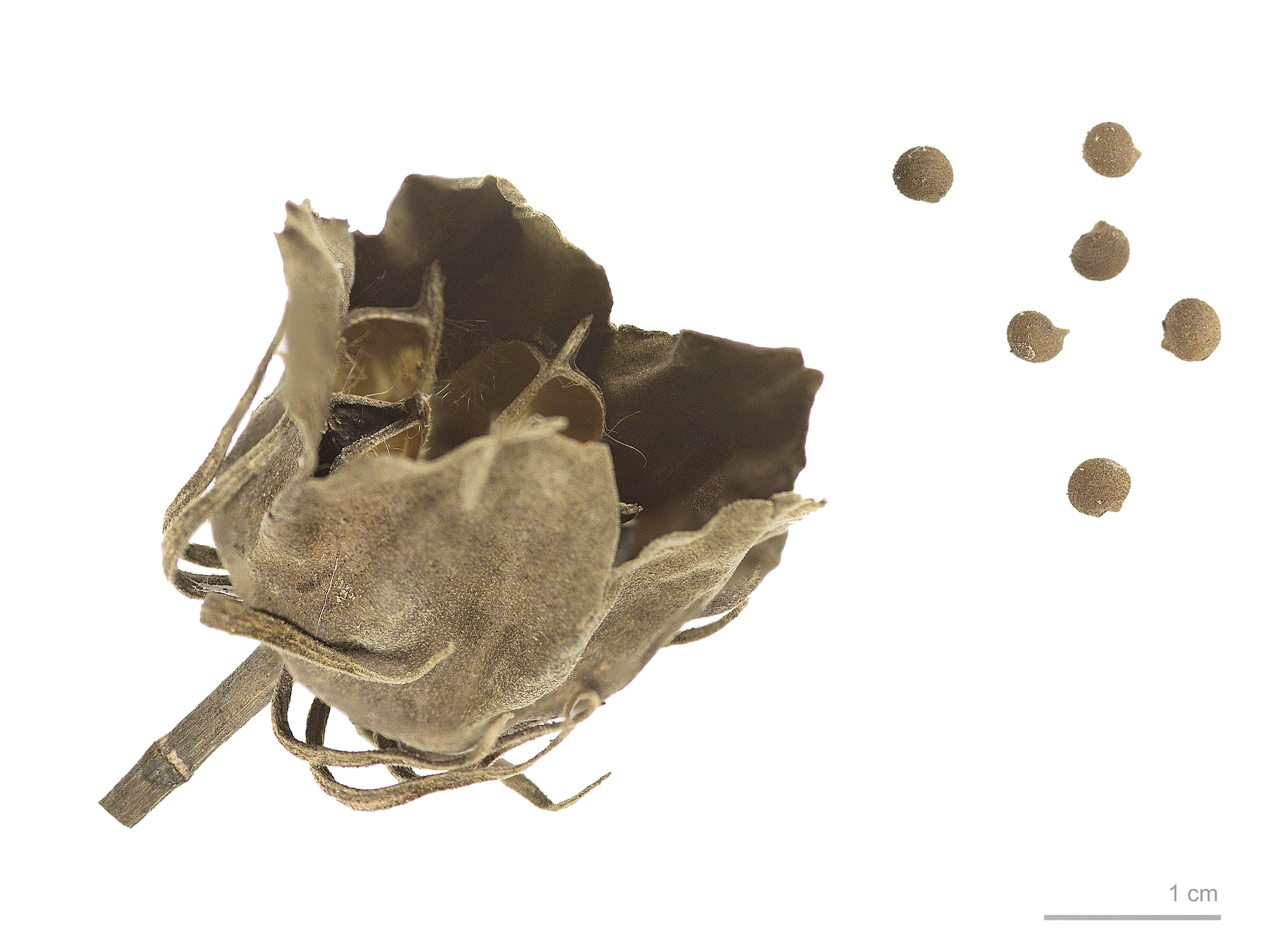
Hibiscus moscheutos - MHNT

Hibiscus moscheutos é um pequeno arbusto de flores rosa, oriundo da América do Norte e comum em zonas alagadas.